# Nord-Ostsee-Bahn
Die Nord-Ostsee-Bahn GmbH (kurz NOB) ist ein regionales Verkehrsunternehmen, das an den Regionalbusgesellschaften Rohde Verkehrsbetriebe GmbH und Niebüller Verkehrsbetriebe GmbH beteiligt ist. Bis zum 31. Dezember 2013 betrieb die Nord-Ostsee-Bahn auch den Stadtbusverkehr in Itzehoe und Glückstadt, der danach von Vineta Steinburg GmbH betrieben wurde. Der Sitz des Unternehmens NOB ist in Husum. Es gehört vollständig zur Transdev GmbH und betrieb bis zum Fahrplanwechsel 2016 den Personennahverkehr auf der Marschbahn in Schleswig-Holstein. Mangels eines aktuellen SPNV-Verkehrsvertrags erbringt die NOB Leistungen im ÖPNV gegenwärtig nur in Form von ÖPNV-Busverkehren, bis Anfang 2025 über die beiden Transdev-Tochtergesellschaften Rohde Verkehrsbetriebe GmbH und Norddeutsche Verkehrsbetriebe GmbH, seitdem über das Transdev-Tochterunternehmen Norddeutsche Verkehrsbetriebe GmbH (NVB).
Der Umsatz im Jahr 2011 betrug 95 Millionen Euro und die Passagierleistung lag bei rund 10,2 Millionen (inkl. Tochtergesellschaften).
Zum Fahrplanwechsel 2016 musste die Nord-Ostsee-Bahn ihre letzte Strecke an die Regionalbahn Schleswig-Holstein abgeben.

## Geschichte

### Bahnverkehr
Die Liberalisierung des Schienenpersonennahverkehrs in Deutschland ermöglichte den Einstieg des Eisenbahnkonzerns Connex in den deutschen Eisenbahnverkehr. Nach einer Ausschreibung durch das Land Schleswig-Holstein erhielt das Tochterunternehmen Nord-Ostsee-Bahn den Zuschlag und übernahm ab 5. November 2000 den Personennahverkehr auf den Verbindungen Kiel – Husum, Husum – Bad St. Peter-Ording sowie zur Hälfte auf der Verbindung Kiel – Neumünster.
Nachfolgend bemühte sich das Unternehmen um eine Bahnlizenz auf der Autotransportstrecke zwischen den Bahnhöfen Niebüll und Westerland (Sylt) (Sylt-Shuttle). Die Planung scheiterte im Jahr 2003, nachdem DB Autozug keinen Zugang zu den Verladeterminals gewährte. Die für den Verkehr vorgesehenen Flachwagen wurden verkauft.
Nach der Insolvenz des Eisenbahnverkehrsunternehmens FLEX übernahm die NOB von November 2003 bis Dezember 2005 nach einer Preisanfrage des Landes Schleswig-Holstein auch den Schienenpersonennahverkehr auf der Strecke Hamburg – Flensburg – Padborg (Dänemark), den Flensburg-Express. Dort wurden Dispoloks der Baureihe 182 und Lokomotiven der Baureihe 185 eingesetzt. Hinzu kamen ehemalige InterConnex-Wagen.
Der Sprung zum zweitgrößten Eisenbahnverkehrsunternehmen gelang ab 11. Dezember 2005. Zum damaligen Fahrplanwechsel übernahm die NOB den bislang von der DB Regio betriebenen Schienenpersonennahverkehr auf der Marschbahn (Hamburg-Altona – Westerland/Sylt). Hierzu wurde ein eigenes Betriebswerk in Husum errichtet. Nach anfänglichen Problemen mit der Wendezugsteuerung, den neuen Waggons der Firma Bombardier und den Diesellokomotiven vom Typ MAK DE 2700 (früher Siemens ME 26), hatte sich der Betrieb auf der Marschbahn bis Januar 2006 wieder normalisiert. Die gemessene Pünktlichkeit lag wieder im Bereich anderer Wettbewerber in Schleswig-Holstein. Viele Probleme konnten seit der Betriebsübernahme beseitigt werden, jedoch kam es bis April 2007 immer wieder zu Störungen, die dann verstärkt öffentlich wahrgenommen werden. Die Nord-Ostsee-Bahn führte einen Großteil der Verspätungen auf Streckenschäden und Instandhaltungsmaßnahmen an der Infrastruktur zurück, die in der Verantwortung der Deutschen Bahn liegen. Infolge des „Fehlstarts“ auf der Marschbahn im Dezember 2005 wurde die Führungsetage der NOB teilweise ausgewechselt. Der bisherige Geschäftsführer Karl-Heinz Fischer übernahm eine andere Funktion innerhalb der Gruppe. Die damalige Veolia Verkehr bestellte daraufhin im Januar 2006 Steffen Höppner, damals bereits Leiter der Region Ost, als Geschäftsführer und neuen Leiter der Region Nord. Mitte 2006 wurde Hagen Kalleja zum weiteren Geschäftsführer der NOB bestellt. Nachdem Steffen Höppner im April 2007 zum Chief Operating Officer (COO) der damaligen Veolia Verkehr berufen worden war, legte er nach Abschluss der Schlichtungsverhandlungen mit dem Land Schleswig-Holstein seine Funktion als NOB-Geschäftsführer Mitte 2008 nieder. Danach war Hagen Kalleja alleiniger Geschäftsführer der NOB. Ab Frühjahr 2009 wurde die Geschäftsführung als Doppelspitze aus Hagen Kalleja und Olaf Ernst als technischem Geschäftsführer gebildet. Wiederum Ende 2009 wurde Hagen Kalleja als Geschäftsführer abberufen und durch Andreas Winter ersetzt. Nach einer Übergangsfrist folgte auf Andreas Winter die frühere Geschäftsführerin der Ratzeburg-Möllner-Verkehrsbetriebe GmbH (RMVB), Martina Sandow.
Ab den Tarifverhandlungen im Winter 2010/2011 verkehrte die Marschbahn überwiegend nach einem Teilfahrplan nur zweistündlich. Ab Februar 2011 zählte die Schleswig-Holsteinische Landeszeitung SHZ 17 Streiks der Lokführergewerkschaft GDL. Das Ende der regelmäßigen Ausstände gelang erst mit der Einigung auf einen Schlichter am 4. November 2011.
Zwischenzeitlich hatte sich die Nord-Ostsee-Bahn mit dem Konkurrenzunternehmen DB Regio auf einen teilweise vorgezogenen Übergang des Betriebs auf der Strecke Husum–Schleswig–Rendsburg–Kiel geeinigt. Mit dem Fahrplanwechsel im Dezember 2011 ging ein Großteil der NOB-Linien im Zuge der Ausschreibung im Netz Nord auf das Unternehmen DB Regio über. Anschließend verkehrte die NOB nur noch auf der Marschbahn.
Im Juli 2015 wurde auf Beschluss des Finanz- und Wirtschaftsausschusses des Schleswig-Holsteinischen Landtags festgelegt, dass die Nord-Ostsee-Bahn die Leistung auf der Marschbahn zum Fahrplanwechsel 2016 an die DB Regio Schleswig-Holstein abgeben muss. Nach Verlautbarung der Landesregierung soll die DB Regio das für die Landesverkehrsgesellschaft wirtschaftlichste Angebot abgegeben haben. Die Verkehrsleistung wird dabei mit den bereits bei der Nord-Ostsee-Bahn in Nutzung stehenden Waggons erbracht. Diese stehen im Eigentum des Finanzinvestors Paribus aus Hamburg und wurden für die Dauer des Verkehrsvertrages an den jeweiligen Betreiber der Strecke verpachtet. Im November 2016, einen Monat vor Ende des Verkehrsvertrages und der Streckenübergabe an DB Regio, wurden bei einer routinemäßigen Inspektion gravierende Schäden an den Kupplungen eines eingesetzten Married-Pair-Wagens festgestellt. Nachdem derartige Schäden auch an weiteren Kupplungen vorgefunden worden sind, wurden alle 90 bei der NOB in Betrieb stehenden Waggons vorübergehend und bis zur Instandsetzung stillgelegt. Bis zum Betreiberwechsel im Dezember 2016 wurde ein Notverkehr mit Leihfahrzeugen und teilweise mit Omnibussen eingerichtet. DB Regio hatte sich als neuer Betreiber der Marschbahn zur Übernahme der Waggons verpflichtet und musste zum Fahrplanwechsel kurzfristig Ersatzmaterial zusammenstellen, für das ältere Wagen aus ganz Deutschland verwendet wurden. Laut einem Spiegel-Bericht erwog die Deutsche Bahn Schadensersatzforderung gegenüber der NOB.[veraltet]

### Busverkehr
Im Januar 2004 wurde die Mehrheit am Busverkehrsunternehmen Niebüller Verkehrsbetriebe GmbH (NVB) übernommen.
Im weiteren Verlauf übernahm die Nord-Ostsee-Bahn zum Jahreswechsel 2005/06 das in Husum ansässigen Bus-Betrieb Rohde Verkehrsbetriebe GmbH.
Am 1. Januar 2006 übernahm die als Busbeteiligungsgesellschaft von der NOB gegründete Nord-Ostsee-Bus GmbH unter dem Markennamen „Steinburger Linien“ die Stadtbusverkehre in den Städten Itzehoe und Glückstadt. Der Betriebsübernahme war eine europaweite Ausschreibung des Zweckverbandes ÖPNV Steinburg vorausgegangen, die der bisherige Betreiber die-linie GmbH nicht erneut gewinnen konnte. Seit dem 1. Januar 2014 betreibt Vineta Steinburg die Linien der ehemaligen Steinburger Linien.
Ab 2013 betrieb die Nord-Ostsee-Bahn außerdem den Stadtbusverkehr in Bad Segeberg.

## Linien
Die folgenden SPNV-Linien wurden von der Nord-Ostsee-Bahn betrieben:
| Zuggattung        | Strecken                                                                    | Linienweg                                                                         | Vertragslaufzeit        | Fahrzeuge                                                               |
| ----------------- | --------------------------------------------------------------------------- | --------------------------------------------------------------------------------- | ----------------------- | ----------------------------------------------------------------------- |
| RE                | Marschbahn                                                                  | Hamburg-Altona – Elmshorn – Itzehoe – Heide (Holst) – Husum – Westerland          | 11.12.2005 – 10.12.2016 | ER20 / MAK-DE 2700 / BR 245 +6 (=3*2) bzw. 10 (=5*2) Married-Pair-Wagen |
| RB                | Marschbahn                                                                  | Itzehoe – Wilster – Heide (Holst)                                                 | 11.12.2005 – 10.12.2016 | LINT 54                                                                 |
| RB                | Marschbahn                                                                  | Husum – Niebüll – Westerland                                                      | 11.12.2005 – 10.12.2016 | LINT 54                                                                 |
| Flensburg-Express | Bahnstrecke Hamburg-Altona–Kiel / Bahnstrecke Neumünster–Flensburg          | Hamburg Hbf – Elmshorn – Neumünster – Rendsburg – Schleswig – Flensburg – Padborg | 1.11.2003 – 10.12.2005  | BR 182 Dispo, später 185, mit ex InterConnex-Z-Wagen und Steuerwagen    |
| RB                | Bahnstrecke Hamburg-Altona–Kiel                                             | Neumünster – Bordesholm – Kiel Hbf                                                | 05.11.2000 – 04.04.2009 | LINT 41                                                                 |
| RB                | Marschbahn                                                                  | Niebüll – Tondern                                                                 | 2003 – 11.12.2010       | NE 81                                                                   |
| RB                | Jübek–Husum, Neumünster–Flensburg, Kiel-Hassee–Osterrönfeld, Kiel–Flensburg | Husum – Schleswig – Rendsburg – Kiel Hbf                                          | 05.11.2000 – 10.12.2011 | Talent                                                                  |
| RB                | Bahnstrecke Husum–Bad St. Peter-Ording                                      | Husum – Tönning – Sankt Peter-Ording                                              | 05.11.2000 – 10.12.2011 | Talent / LINT 41                                                        |
| RB                | Bahnstrecke Kiel–Flensburg                                                  | Kiel Hbf – Eckernförde                                                            | 04.04.2009 – 10.12.2011 | LINT 41                                                                 |

Seit dem Fahrplanwechsel 2016 betreibt die NOB keinen planmäßigen Eisenbahnverkehr mehr. Nach mehreren verlorenen Ausschreibungen musste sie sämtliche Strecken an DB Regio abgeben. In den letzten Monaten des Jahres 2011 fuhr bereits die Regionalbahn Schleswig-Holstein einen Teil der Streckenleistung. Auf Grund absehbarer betriebsbedingter Kündigungen zum Fahrplanwechsel verlor die NOB schon zuvor eine Vielzahl von Mitarbeitern, was sie zu einer schrittweisen Übergabe des Betriebs an den zukünftigen Betreiber zwang.

## Fahrzeugpark
Die Nord-Ostsee-Bahn hatte eine große Anzahl von eigenen und geleasten bzw. gemieteten Fahrzeugen und Wagen verschiedener Bauarten im Einsatz. Die Fahrzeuge wurden im eigenen Bahnbetriebswerk Husum gewartet.

### Triebwagen

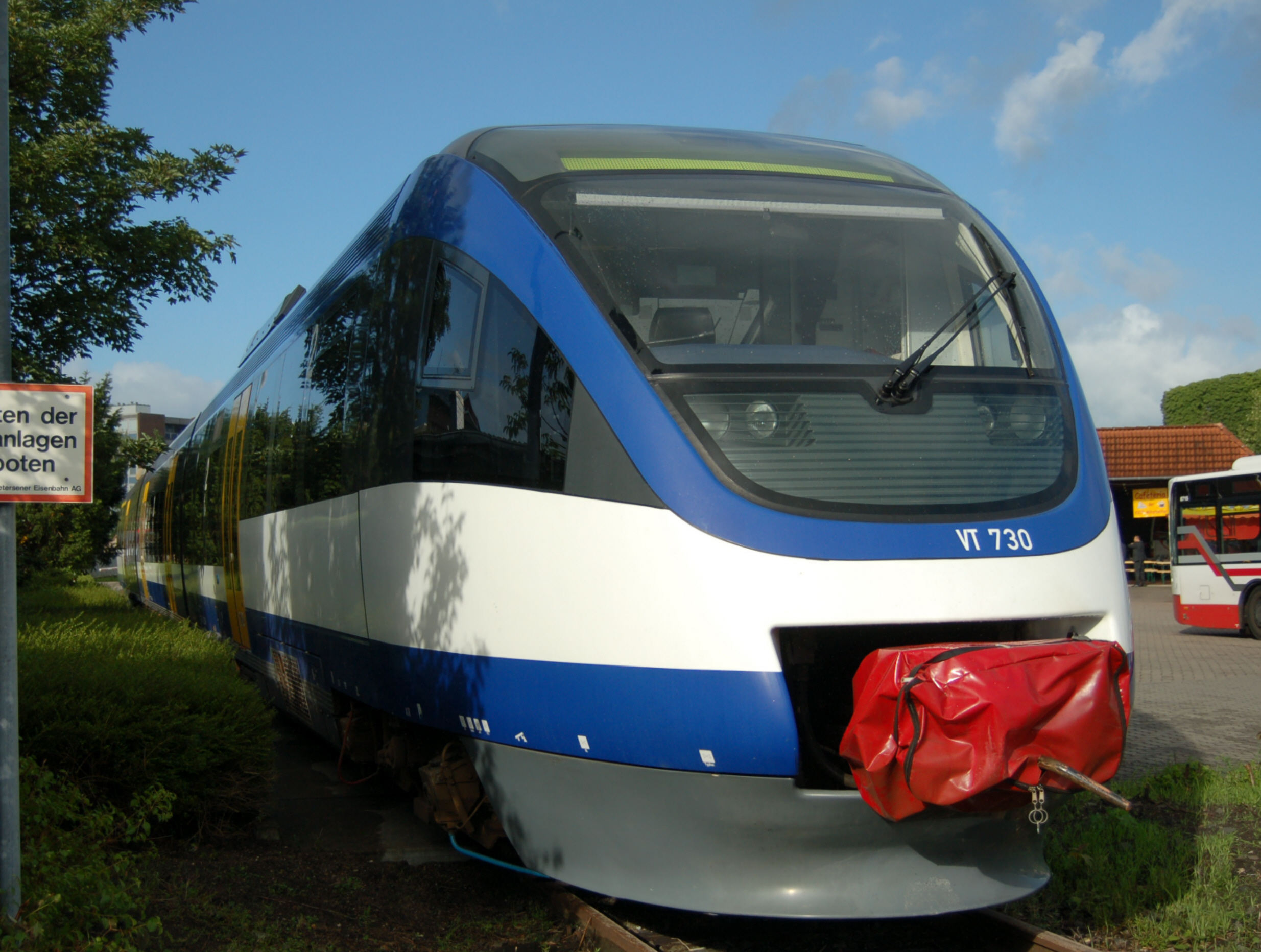
VT 730 in Uetersen

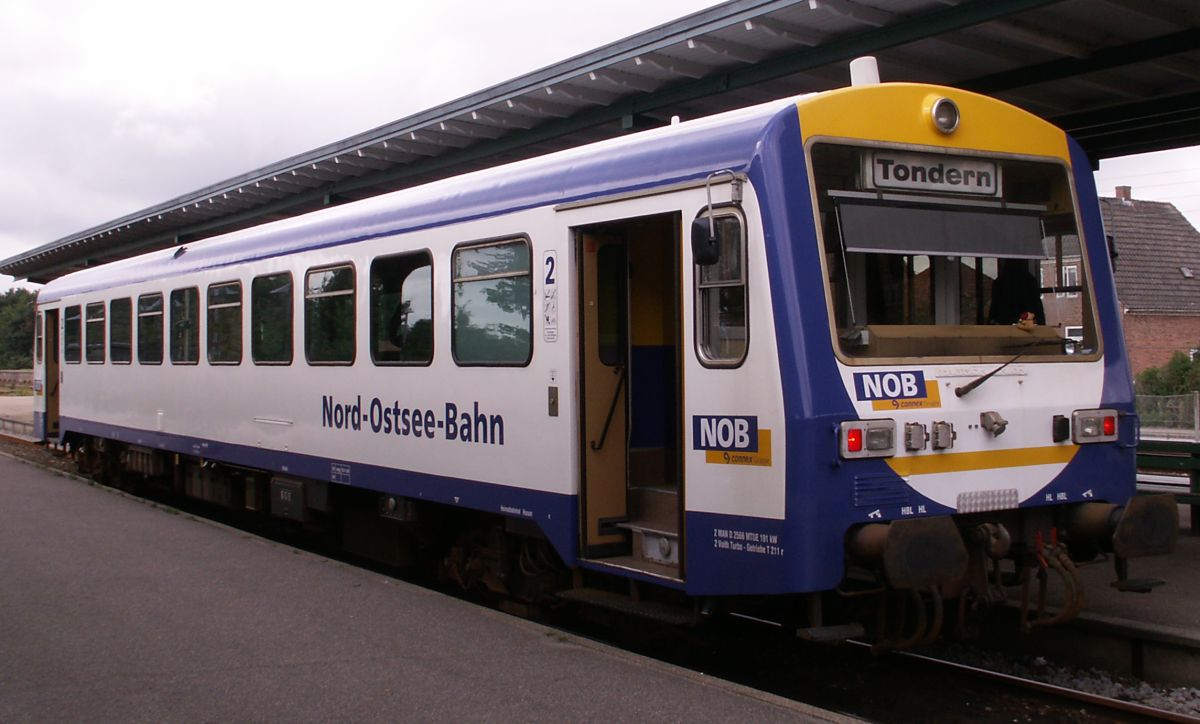
NE 81 der NOB

Im Besitz der NOB befanden sich neun LINT 41-Triebwagen (VT 301–VT 309) und drei Talent-Triebwagen (VT 728–VT 730), die inzwischen an andere Unternehmen der Transdev-Gruppe abgegeben wurden. Ein NE 81 fuhr von April 2003 bis Dezember 2010 auf der Strecke Niebüll–Tønder und wurde von der Württembergischen Eisenbahn-Gesellschaft gekauft. Die Regionalbahn-Leistungen (RB) werden seit Fahrplanwechsel 12/2010 mit LINT 41 der Arriva Danmark erbracht.

### Lokomotiven
Für den Betrieb auf der so genannten Marschbahn wurden Lokomotiven und Eisenbahnwagen angeschafft, wovon einige auch schon vorher im Einsatz der NOB waren.
Die NOB hatte vier dieselelektrische MAK DE 2700 von Vossloh angemietet. Drei dieselelektrische Eurorunner 20 (ER 20, DE 2000-01 bis 2000-03) gehörten bis zum Fahrplanwechsel 12/2015 der NOB, wurden aber innerhalb des Transdev-Konzern an die Mitteldeutsche Regiobahn in Sachsen abgegeben. Zusätzlich hatte die NOB mehrere ER 20 von Siemens Dispolok angemietet, die an die Beacon Rail Leasing Limited verkauft wurden, die Fahrzeuge wurden danach von der Beacon Rail Leasing Limited angemietet. Drei weitere ER 20 von der ÖBB waren bis Oktober 2006 angemietet (2016 041 bis 2016 043). Vier elektrische Lokomotiven der Baureihe 146.2 (146 519 bis 146 522) wurden ebenfalls von der NOB erworben, wurden innerhalb des Konzerns abgegeben und werden im Güterverkehr eingesetzt.
Zwei Köf III (335 106 und 143), angemietet von der Northrail GmbH, übernahmen im Bahnbetriebswerk Husum für den Rangierbetrieb.
2015 wurden 15 neue dieselelektrische Lokomotiven des Typs TRAXX P160 DE ME geliefert, die von der Landesverkehrsgesellschaft bestellt worden sind und an den aktuellen Betreiber der Marschbahn vermietet werden. Besitzer der Loks ist die paribus-Gruppe, unterhalten werden die Loks von der northrail GmbH. Die Lokomotiven fahren unter den Nummern 245 201 bis 245 215, sind im neuen blau/weißen Design der NAH.SH lackiert.
Wegen eines Konstruktionsfehlers neigen die neuen Lokomotiven zur Überhitzung. Anfang Juni 2016 mussten Züge mehrfach auf freier Strecke anhalten, bis sich die Trafos wieder abgekühlt hatten. Bereits 2015 lösten die Lokomotiven Feuerwehreinsätze aus.

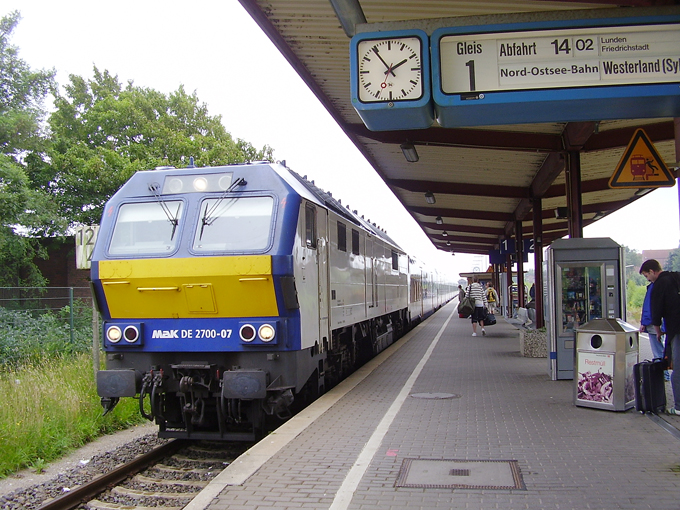
DE 2700 zieht einen NOB-Marschbahn-Express
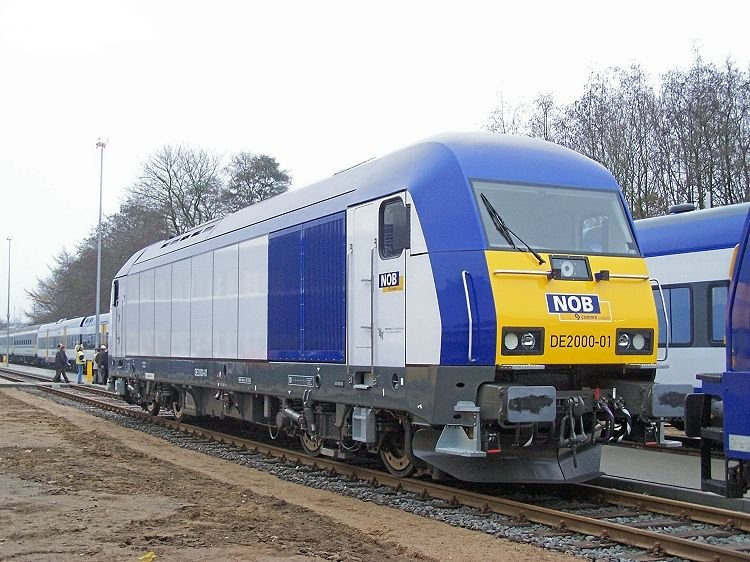
DE2000-01 der Nord-Ostsee Bahn GmbH im Bw Husum
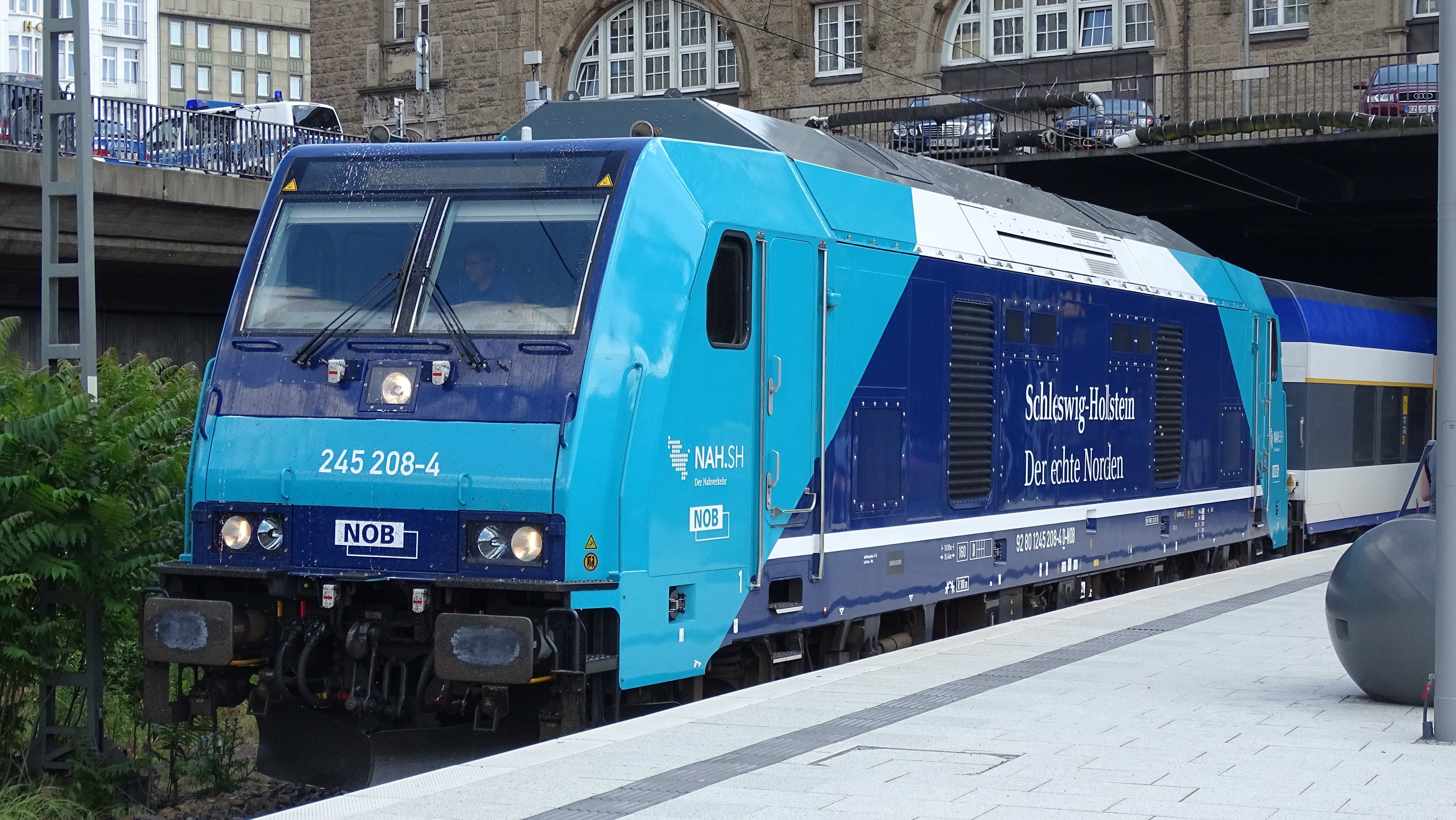
Baureihe 245 in Hamburg Hbf abfahrbereit nach Westerland

### Personenwagen
Die NOB verfügte zu Hochzeiten über insgesamt 110 Personenwagen. Davon waren 90 Wagen (so genannte „Married-Pair-Wagen“) von HSH N Sylt-Express AB, einem Tochterunternehmen der HSH Nordbank in Stockholm, zweckgebunden für den Betrieb auf der Marschbahn geleast. Im Juni 2012 wurde der Wagenpool ausgeschrieben, weil sich die Leasinggesellschaft aus dem Geschäft zurückziehen will. Das Land Schleswig-Holstein hatte für diese Wagen eine Einsatzgarantie für eine Restnutzungsdauer von 19 Jahren gegeben, deshalb musste DB Regio als nachfolgender Betreiber der Marschbahn den Leasingvertrag übernehmen. Sämtliche dieser 90 Married-Pair-Wagen waren wegen Schäden an den Kupplungen betriebsunfähig abgestellt. Die übrigen 20 Wagen standen vom ehemaligen Flensburg-Express noch zur Verfügung, die aus dem ehemaligen InterConnex 3 hervorgingen.

#### Flensburg-Express-Wagen
Die Flensburg-Express-Wagen waren bis zum Fahrplanwechsel 2005 zwischen Hamburg und Padborg im Einsatz. Dieser Verkehr auf der Strecke wurde 2003 von der NOB übernommen und gilt als ein Grund der Einstellung des InterConnex 3, da die Wagen nun für den Flensburg-Express eingesetzt werden sollten. Bis zum 1. November 2015 fuhren sie ab und zu auf der Marschbahn und verlängerten die normalen Sechs-Wagen-Züge auf zehn Wagen oder wurden als Reserve oder Verstärker eingesetzt. Es handelt sich bei den Wagen um UIC-Z-Abteilwagen und Großraum-Steuerwagen.
Ab dem Fahrplanwechsel 2015/16 wurden die Wagen zusammen mit Lokomotiven der Baureihe 223 in Sachsen zwischen Leipzig und Chemnitz eingesetzt.

#### Married-Pair-Wagen
Für den Personenverkehr auf der Marschbahn wurden bei der Bombardier Transportation 90 so genannte Married-Pair-Wagen beschafft. Mit dieser Bezeichnung ist ein besonderes Zugzusammenstellungskonzept verbunden, bei dem immer ein Wagenpaar eine feste Einheit bildet. Die Wagenpaarungen werden jeweils aus einem Ergänzungsmittelwagen, Anschlusswagen oder Steuerwagen und einem Versorgungsmittelwagen zusammengestellt. Da an einem Ende des Zuges stets ein Steuerwagen und am anderen Ende ein Anschlusswagen benötigt werden, besteht die kleinste Zugeinheit aus vier Wagen (Steuerwagen + Versorgungsmittelwagen + Versorgungsmittelwagen + Anschlusswagen). Dazwischen ist immer eine Verlängerung um ein Paar aus einem Versorgungsmittelwagen und einem Ergänzungsmittelwagen möglich. Meist bestanden die Züge bei der NOB aus sechs Wagen.
Die Versorgungsmittelwagen haben Einrichtungen, mit denen jeweils der zweite Paarungswagen mit versorgt wird. Dies sind ein Mehrzweckabteil mit Klappsitzen im Niederflurbereich sowie eine Toilette. Der Ergänzungsmittelwagen besitzt das gleiche Mehrzweckabteil, hat jedoch keine Toilette. Steuerwagen, Ergänzungsmittelwagen sowie Versorgungsmittelwagen haben alle die zweite Klasse. Weil die Wagen über Sonder-Kupplungen miteinander verbunden sind, gibt es einen speziellen Anschlusswagen, der, genauso wie der Steuerwagen, eine Standard-Schraubenkupplung hat. Im Anschlusswagen befinden sich das Dienstabteil des Zugführers und der Zugbegleiter sowie die erste Klasse.
Die Wagen sind technisch eine einstöckige Variante des von Bombardier gebauten Doppelstockwagen-Typs. Die NOB war das einzige Eisenbahnverkehrsunternehmen, das diesen Fahrzeugtyp einsetzte. Alle Wagen sind gemäß der gesetzlichen Vorgabe Nichtraucherwagen.
Im Dezember 2015 wurden die Wagen von Paribus Capital übernommen, die auch Eigentümer der Lokomotiven ist. Da seit Dezember 2016 die DB Regio Betreiber des Personenverkehrs der Marschbahn ist, wurden die Wagen auch von ihr übernommen.
Im November 2016 wurden, nach dem Riss einer Kupplung und Auffälligkeiten an weiteren Wagen, alle 90 Wagen aus dem Verkehr gezogen. Der Ersatzverkehr mit Zügen anderer Gesellschaften sowie mit Bussen gestaltete sich wegen Kapazitätsmangels schwierig.
Ursache waren nach Untersuchung des TÜV eine erhöhte Korrosion von Kupplungsteilen und ein Fehler bei der Hauptuntersuchung 2012/2013.
Ab April 2017 wurden die Wagen, die keine Schäden an den Kupplungen aufwiesen, nach und nach wieder in Betrieb genommen.
Nach Reparatur können alle 90 Wagen Ende 2017 wieder zur Verfügung stehen.

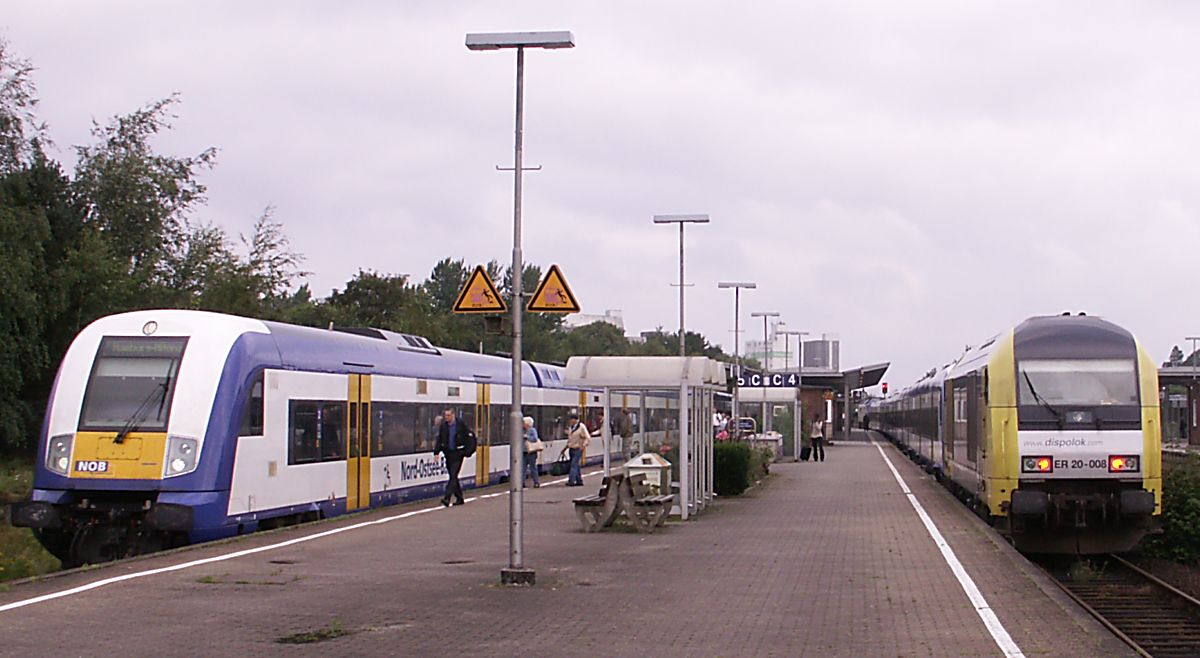
Married-Pair-Steuerwagen (links) im Bahnhof Husum
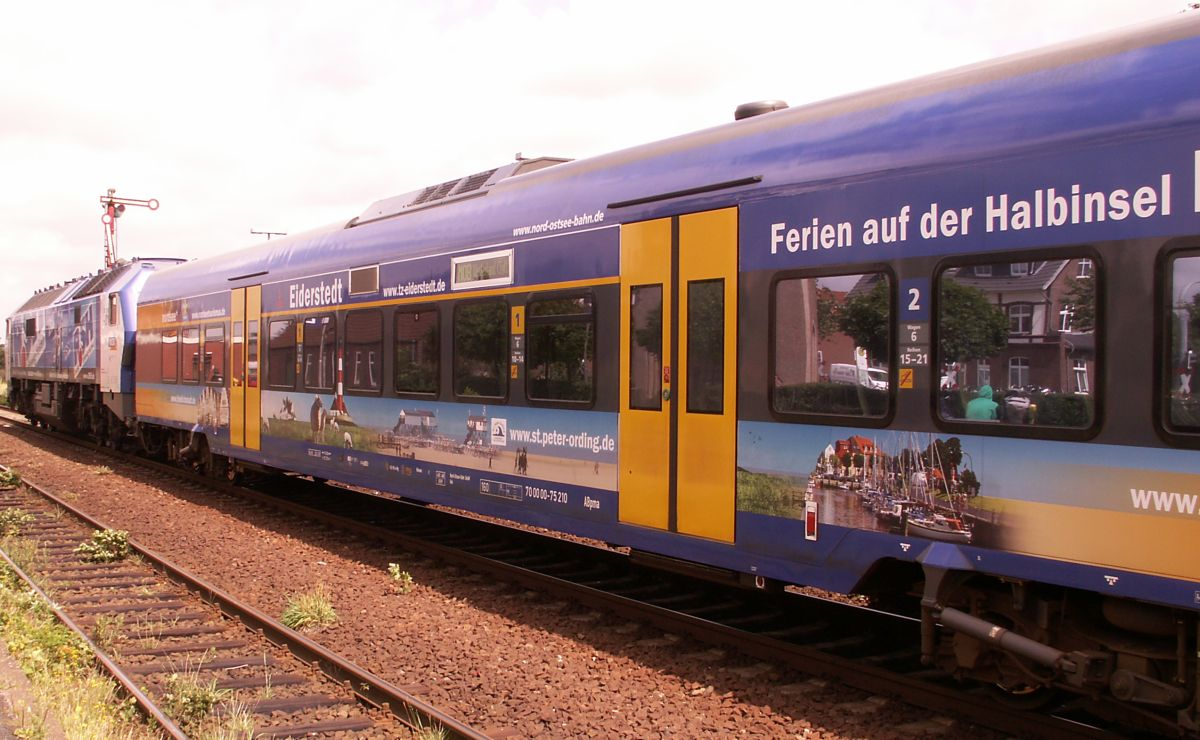
Married-Pair-Anschlusswagen im Bahnhof Niebüll
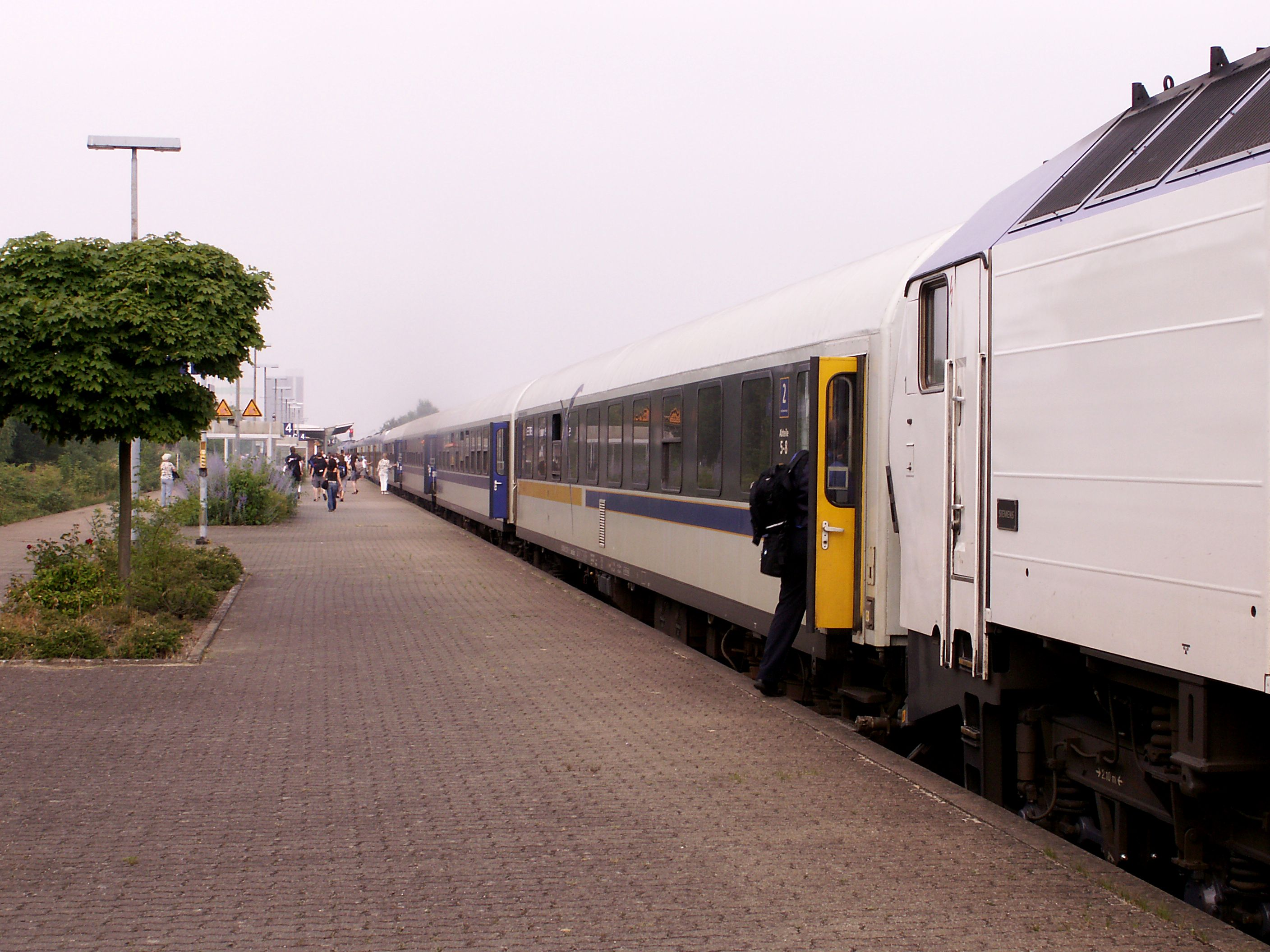
Zug der NOB mit ehemaligen FLEX-Wagen in Husum
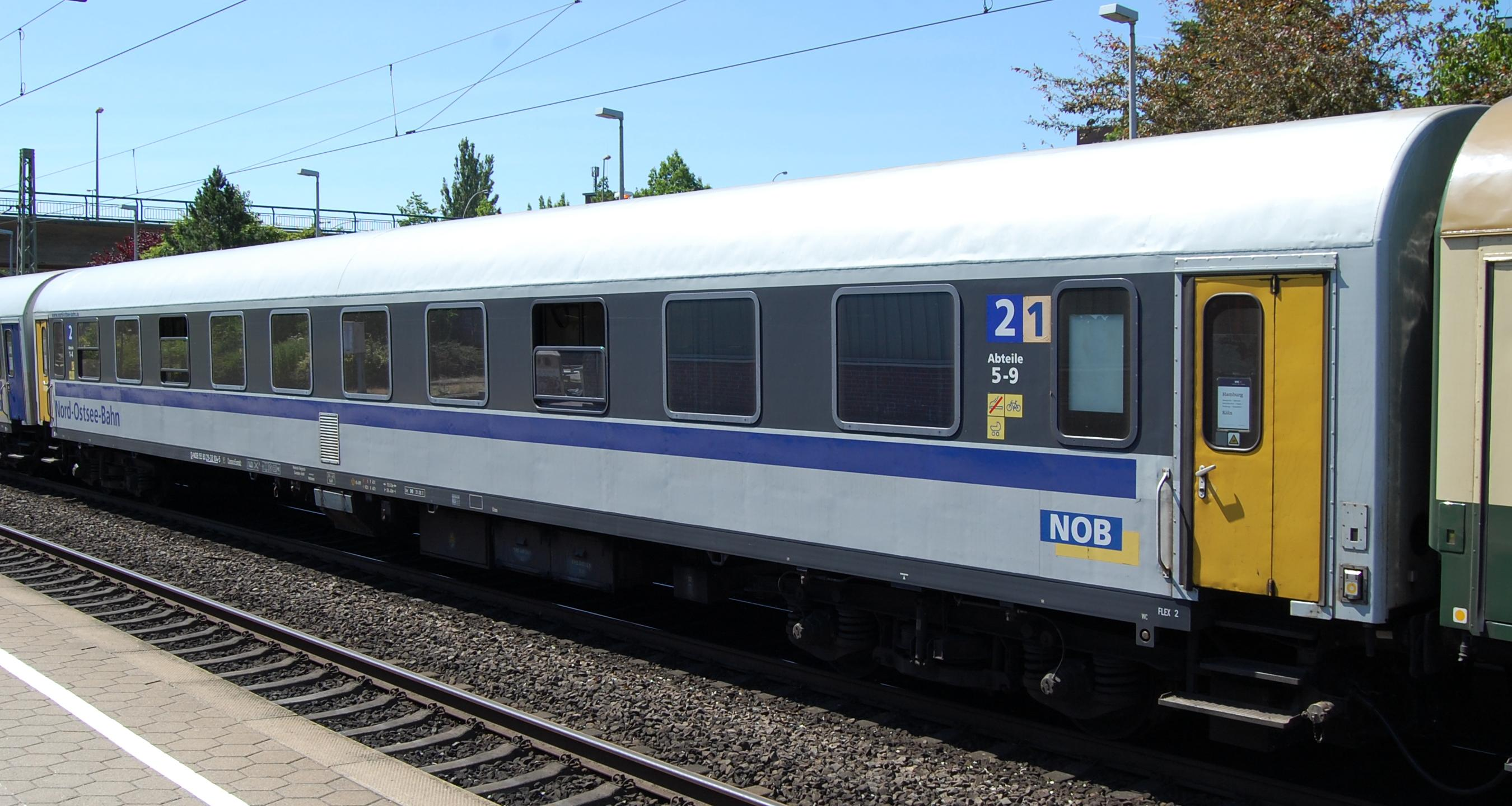
FLEX-Abteilwagen